# 1858
1858. је била проста година.

## Догађаји

### Мај
- 1. мај — Црногорци су у бици на Грахову, потукли знатно јаче турске трупе.

### Децембар
- Википедија:Непознат датум — На Петровдан се догодила Протина буна у Обудовцу.

### Јул
- 21. јул – Битка код Тавије

### Август
- 3. август — Британски истраживач Џон Спик открио је језеро Викторија, извориште реке Нил.
- 7. август — Краљица Викторија је за престоницу британског доминиона Канаде одабрала Отаву.
- 16. август — Председник САД Џејмс Бјукенан и британска краљица Викторија разменили су телеграфом честитке поводом пуштања у рад прекоокеанског телеграфског кабла.

### Новембар
- 30. новембар – почела Светоандрејска скупштина

## Рођења

### Јун
- 22. јун — Ђакомо Пучини, италијански композитор. († 1924)

### Септембар
- 9. септембар — Карл Ауер, аустријски хемичар. († 1929)

### Октобар
- 27. октобар — Теодор Рузвелт, 26. председник САД. († 1919)

## Смрти

### Јануар
- 1. јануар — Јозеф Радецки, аустријски фелдмаршал

### Јул
- 28. јул — Богобој Атанацковић, српски књижевник и адвокат († 1826)